# 芸術の自由
芸術の自由（げいじゅつのじゆう、ドイツ語: Kunstfreiheit）は、ドイツ、オーストリア、スイスなどにおける基本的人権。
芸術の自由は「表現の自由」に並ぶ政治的・社会的権利である。芸術家は政府による検閲や社会からの干渉を受けずに、自身の裁量に基づいて自由に芸術を創作する権利が保障される。ドイツでは、芸術の自由はドイツ連邦共和国基本法の第5条第3項に明記されている。この権利は、表現の自由、学問の自由、報道の自由、教育の自由などの保護を記した文章と同じ個所に記されている。他国では、芸術の自由はスイス連邦憲法の第21条、オーストリア憲法の第17条で保障されている。